# Фарис (Удине)
Фарис је насеље у Италији у округу Удине, региону Фурланија-Јулијска крајина.
Према процени из 2011. у насељу је живело 69 становника. Насеље се налази на надморској висини од 179 м.